# ديمقراطية جاكسونية
كانت الديمقراطية الجاكسونية فلسفة سياسية في الولايات المتحدة الأمريكية في القرن التاسع عشر وسعت حق التصويت ليشمل معظم الرجال البيض فوق عمر 21، كما أعادت هيكلة عدد من المؤسسات الفدرالية. دعيت الديمقراطية الجاكسونية بهذا الاسم نسبة إلى الرئيس الأمريكي السابع أندرو جاكسون ومؤيديه، وأصبحت وجهة النظر السياسية المسيطرة في الولايات المتحدة لجيل من الزمن. كان المصطلح بحد ذاته قيد الاستخدام منذ ثلاثينيات القرن التاسع عشر.
استمرت هذه الفترة -التي دعاها المؤرخون وعلماء السياسة باسم الحقبة الجاكسونية أو نظام الحزب الثاني- تقريبًا منذ انتخاب جاكسون كرئيس للبلاد عام 1828 حتى أصبحت العبودية هي القضية المسيطرة على الرأي العام عام 1854 وأدت التداعيات السياسية للحرب الأهلية الأمريكية إلى إعادة تشكيل السياسة الأمريكية. ظهرت الديمقراطية الجاكسونية عند انقسام الحزب الجمهوري الديمقراطي الحاكم قبيل الانتخابات الرئاسية لعام 1824. بدأ مؤيدو جاكسون بتشكيل الحزب الديمقراطي المعاصر. أنشأ خصماه السياسيان جون كوينسي أدامز وهنري كلاي الحزب الجمهوري الوطني، والذي اندمج لاحقًا مع المجموعات السياسية المعادية لجاكسون لتشكيل حزب اليمين.
بشكل عام، اتسمت هذه الفترة بالروح الديمقراطية، وبنت على سياسة جاكسون بالمساواة السياسية، وذلك بعد إنهائه ما دعاه بـ ’احتكار’ النخبة الثرية للحكم. حتى قبل بدء الحقبة الجاكسونية، كان حق التصويت قد وُسع ليشمل معظم المواطنين البيض الذكور البالغين، وهي نتيجة احتفل بها معظم الجاكسونيين. شجعت الديمقراطية الجاكسونية أيضًا على تقوية منصب الرئاسة والسلطة التنفيذية على حساب كونغرس الولايات المتحدة، بالتزامن مع السعي إلى توسيع المشاركة الجماهيرية في الحكم. طالب الجاكسونيون بانتخاب القضاة بدلًا من تعيينهم وأعادوا كتابة الكثير من دساتير الولايات لتعكس القيم الجديدة. أما بالنسبة إلى الشؤون الوطنية، فضلوا التوسع الجغرافي مبررين إياه بمفهوم القدر المتجلي. كان هناك إجماع بين كل من الجاكسونيين واليمينيين على تجنب المعارك حول العبودية.
كان توسيع جاكسون لمفهوم الديمقراطية مقتصرًا تقريبًا على الأمريكيين من أصل أوروبي، وتمددت أحقية التصويت للذكور البيض البالغين فقط. لم يكن هناك أي تقدم يذكر -بل كان هناك تراجع أحيانًا- في حقوق الأمريكيين السود والسكان الأصليين خلال فترة الديمقراطية الجاكسونية الطويلة، منذ عام 1829 وحتى 1860. يقول روبرت ريميني كاتب السيرة الذاتية لجاكسون:
«[الديمقراطية الجاكسونية] تمطط مفهوم الديمقراطية قدر الإمكان بشكل يبقى هذا المصطلح قابلًا للتطبيق.. بذلك ألهمت الكثير من الأحداث الديناميكية والدراماتيكية في القرنين التاسع عشر والعشرين من التاريخ الأمريكي. الشعبوية؛ التقدمية والصفقتين الجديدة والعادلة، بالإضافة إلى برنامجي الأفق الجديد والمجتمع الأعظم».

## الفلسفة

### المبادئ العامة
يلخص وليام إس. بيلكو ’المبادئ الأساسية المبطنة للديمقراطية الجاكسونية’ عام 2015 بأنها:
«حماية متساوية للقوانين؛ نفور من الأرستقراطية المالية والامتيازات الخصوصية والاحتكار، وتفضيل للمواطن العادي وحكم الأكثرية وصالح المجتمع فوق المصلحة الشخصية».
ناقش آرثر ماير شليزنجر عام 1945 أصل الديمقراطية الجاكسونية ذاكرًا أنها مبنية على الأسس التالية:
- حق التصويت الموسع: آمن الجاكسونيون بتوسيع حق التصويت لتشمل جميع الرجال البيض. بحلول نهاية عشرينيات القرن التاسع عشر، تحولت المواقف العامة وسياسات الولايات لصالح حق التصويت الشامل للذكور البيض وبحلول عام 1856 سقطت جميع شروط التصويت القاضية بحيازة ملكية عقارية، وكل تلك المتعلقة بدفع الضرائب تقريبًا.[4][5][6]
- القدر المتجلي: وهو الإيمان بأن الأمريكيين مقدر لهم الاستقرار في الغرب الأمريكي وتوسيع السلطة الأمريكية من المحيط الأطلسي إلى المحيط الهادئ، وأن مزارعي اليومن يجب أن يستوطنوا الغرب. لكن الجاكسونيين التابعين لحزب التربة الحرة، وعلى رأسهم مارتن فان بورن طالبوا بتحديد للعبودية في الأراضي الجديدة من أجل تمكين الرجال البيض الفقراء من جمع الثروة والازدهار اقتصاديًا. انشقوا عن الحزب الأساسي لفترة وجيزة عام 1848. اعترض اليمينيون عمومًا على القدر المتجلي والتوسع، قائلين إن الدولة يجب أن تبدأ بإعمار مدنها.[7]
- المراعاة: المعروفة أيضًا باسم نظام الغنائم، كانت المراعاة سياسة تتضمن وضع الحلفاء والداعمين السياسيين في المناصب الهامة. اعتقد الكثير من الجاكسونيين أن تبديل المعينين في المناصب السياسية من مناصبهم وإليها لم يكن فقط حقًا للمنتصرين في المنافسات السياسية، بل هو واجبهم. نُظر إلى المراعاة على أنها أمر جيد لأنها شجعت أفراد الشعب على المشاركة السياسية ولأنها جعلت السياسيين أكثر تحملًا للمسؤولية في حال عدم كفاءة المسؤولين المعينين من قبلهم. اعتقد الجاكسونيون أيضًا أن قضاء وقت طويل في المنصب الرسمي هو أمر مفسد لأي شخص، وبالتالي يجب مداورة المسؤولين من وإلى المناصب الرسمية بفواصل منتظمة. لكن المراعاة أدت في معظم الأحيان إلى تعيين مسؤولين غير كفؤين أو فاسدين أحيانًا بسبب تركيزها على الولاء الحزبي دونًا عن جميع الاعتبارات والكفاءات الأخرى.[8]
- البنائية الصارمة: كما هو حال الديمقراطيين الجيفرسونيين الذي آمنوا بشدة ببياني كنتاكي وفيرجينيا، فضل الجاكسونيون بداية حكومة فدرالية محدودة الصلاحية. قال جاكسون إنه سوف «يدافع ضد جميع التعديات على النطاق الشرعي لسيادة الولاية». لكنه لم يكن متطرفًا في الدفاع عن حقوق الولايات. أدت أزمة الإبطال الدستورية بالتأكيد إلى وقوع جاكسون في صراع ضد ما رآه تعديًا من الولايات على نطاق السلطة الفدرالية. كان هذا الموقف أحد أسس اعتراض الجاكسونيين على المصرف الثاني للولايات المتحدة. عندما ثبت الجاكسونيون سلطتهم، حاولوا بشكل مستمر توسيع السلطة الفدرالية، خصوصًا السلطة الرئاسية.[9]
- مبدأ عدم التدخل: بالتكامل مع بناء صارم للدستور، فضل الجاكسونيون عمومًا مقاربة تتصف بالنأي عن التدخل في الاقتصاد على عكس البرنامج اليميني الذي دعم التحديث وبناء السكك الحديدية والمصارف والنمو الاقتصادي. كان الممثل الرئيسي لمناصري عدم التدخل هو وليام ليغيت من اللوكوفوكوز في مدينة نيويورك.[10][11][12][13]
- معارضة المجال المصرفي: اعترض الجاكسونيون بشكل خاص على الاحتكارات الحكومية للبنوك، خصوصًا المصرف الوطني وهو مصرف مركزي معروف باسم المصرف الثاني للولايات المتحدة. قال جاكسون عن المصرف «هذا المصرف يحاول قتلي، لكنني سوف أقتله» ونجح في أداء هذه المهمة. قاد اليمينيين -الذين دعموا هذا المصرف بقوة- هنري كلاي ودانييل ويبستر ونيكولاس بيدل رئيس المصرف. اعترض جاكسون بنفسه على جميع المصارف لأنه كان مؤمنًا بكونها أدوات لخداع عامة الشعب. اعتقد جاكسون والكثير من أنصاره أن الذهب والفضة لوحدهما يجب أن يدعما العملة بدلًا من الاعتماد على نزاهة مصرف.[14][15]

### الانتخاب من قبل ’الرجل العادي’
كان توسع حق التصويت من ملاك الأراضي فقط ليشمل جميع الرجال البيض فوق سن 21 حركة مهمة في الفترة بين عامي 1800 و1830، حتى قبل تنظيم الجاكسونيين. تنازلت الولايات القديمة الحاوية على تقييدات مرتبطة بالملكية عن هذه القوانين، بالتحديد جميع الولايات ما عدا رود آيلاند وفرجينيا وكارولاينا الشمالية بحلول أواسط عشرينيات القرن التاسع عشر. لم تضع أي من الولايات الجديدة شروط ملكية للتصويت، على الرغم من تبني ثلاث ولايات لشروط مرتبطة بدفع الضرائب. كانت هذه الولايات أوهايو وليوزيانا ومسيسيبي، لم تكن هذه القوانين جوهرية وطويلة الأمد إلا في لويزيانا. كانت هذه العملية سلمية ومدعومة شعبيًا بشكل واسع، ما عدا في ولاية رود آيلاند. أظهر تمرد دور في ولاية رود آيلاند خلال أربعينيات القرن التاسع عشر أن الدعم الشعبي للمساواة في حق التصويت كان واسعًا، على الرغم من أن الإصلاحات التالية تضمنت شروط ملكية ضخمة لأي مقيم مولود خارج الولايات المتحدة. لكن الرجال السود الأحرار خسروا حقهم في التصويت في عدة ولايات خلال هذه الفترة.
في الواقع، لم تعن حقيقة كون الرجل ممتلكًا لحق التصويت أن هذا الرجل سوف يصوت بشكل روتيني. اقتضى الأمر سحب الرجال إلى صناديق الاقتراع، وأصبح هذا الدور من أساسيات عمل الأحزاب المحلية. بحث هؤلاء بشكل ممنهج عن المصوتين المحتملين وأحضروهم إلى مراكز الاقتراع. ارتفعت نسبة المصوتين بشكل هائل خلال ثلاثينيات القرن العشرين، ووصلت إلى 80% من السكان الذكور البيض في الانتخابات الرئاسية عام 1840. بقيت الشروط المرتبطة بدفع الضرائب في خمس ولايات فقط بحلول عام 1860، وهي ماساتشوستس ورود آيلاند وبنسلفانيا وديلاوير وكارولاينا الشمالية.
طورت إحدى الاستراتيجيات المبدعة لزيادة المشاركة التصويتية خارج المعسكر الجاكسوني. قبل الانتخابات الرئاسية عام 1832، أجرى حزب مناهضة الماسونية المؤتمر الأول للترشيح الرئاسي. عُقد هذا المؤتمر في بالتيمور في ماريلاند بين السادس والعشرين والثامن والعشرين من سبتمبر عام 1831، وأدى إلى تحول العملية التي تختار بها الأحزاب السياسية مرشحيها لمنصبي الرئيس ونائب الرئيس.